# Commodore 8050

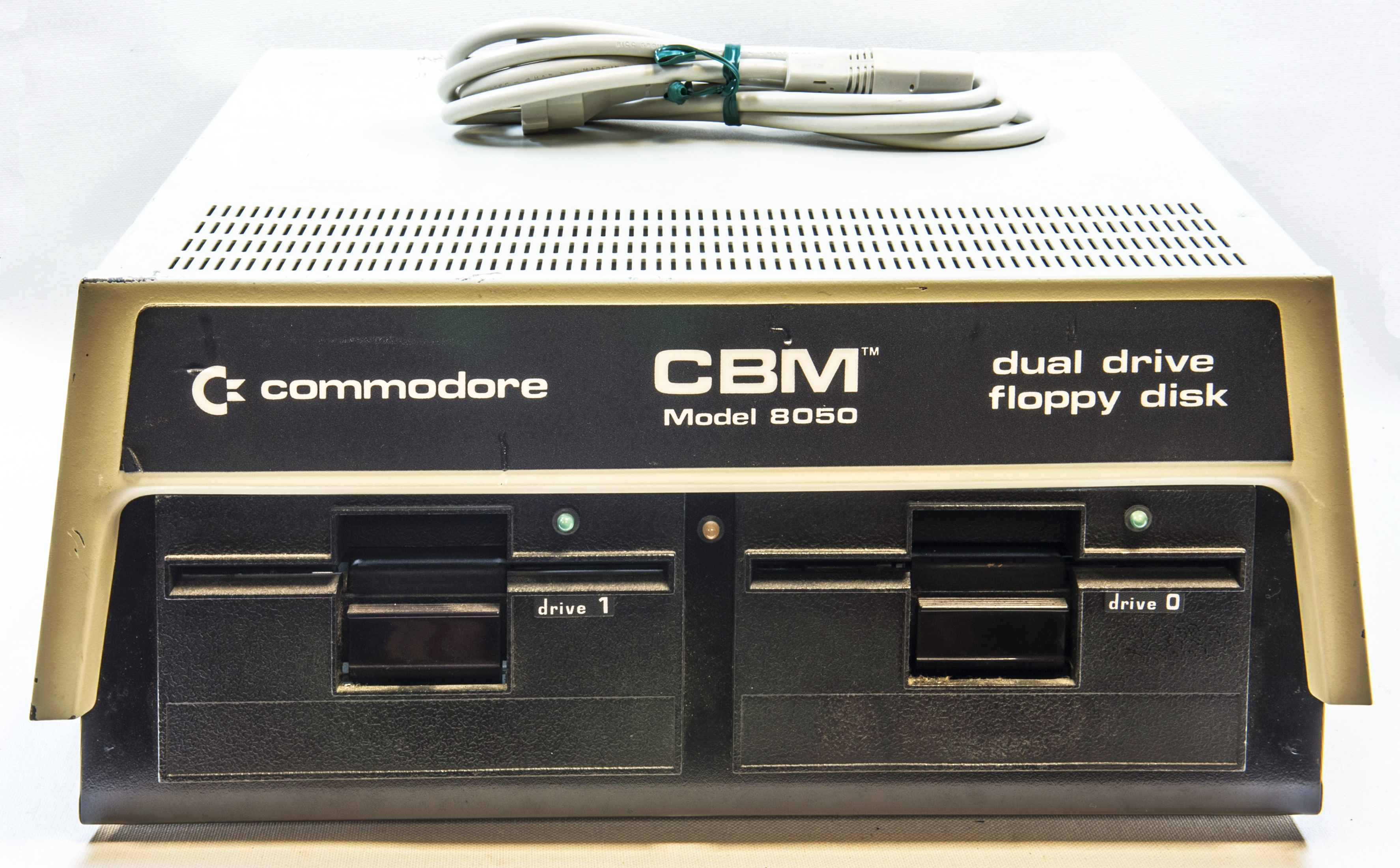
Floppy-disk drive Commodore 8050

Il Commodore 8050 è un'unità dotata di doppio drive per floppy disk da 5¼" progettata per l'utilizzo col Commodore PET. Introdotta nel maggio del 1980, fu seguita da una versione aggiornata chiamata Commodore 8250.

## Descrizione
Adottano un case rettangolare largo in acciaio con la stessa forma di quello del Commodore 4040. Adottano inoltre l'interfaccia IEEE-488 usata nei computer della serie Commodore PET/CBM.
Il modello 8050 è un drive single side, mentre l'8250 può usare entrambi i lati del floppy disk simultaneamente.
Entrambi i modelli usano un formato di memorizzazione quad density ovvero a quadrupla densità, che permette di memorizzare circa 0,5 megabyte per ogni lato del floppy. Tale densità era simile a quella high density dei floppy disk per PC che vennero dopo, ma l'8050 e l'8250 non potevano usare questi dischi in modo affidabile.
I dischi quad density erano rari a quel tempo e così gli utenti trovarono che i tipici floppy disk double density erano sufficienti per queste periferiche.

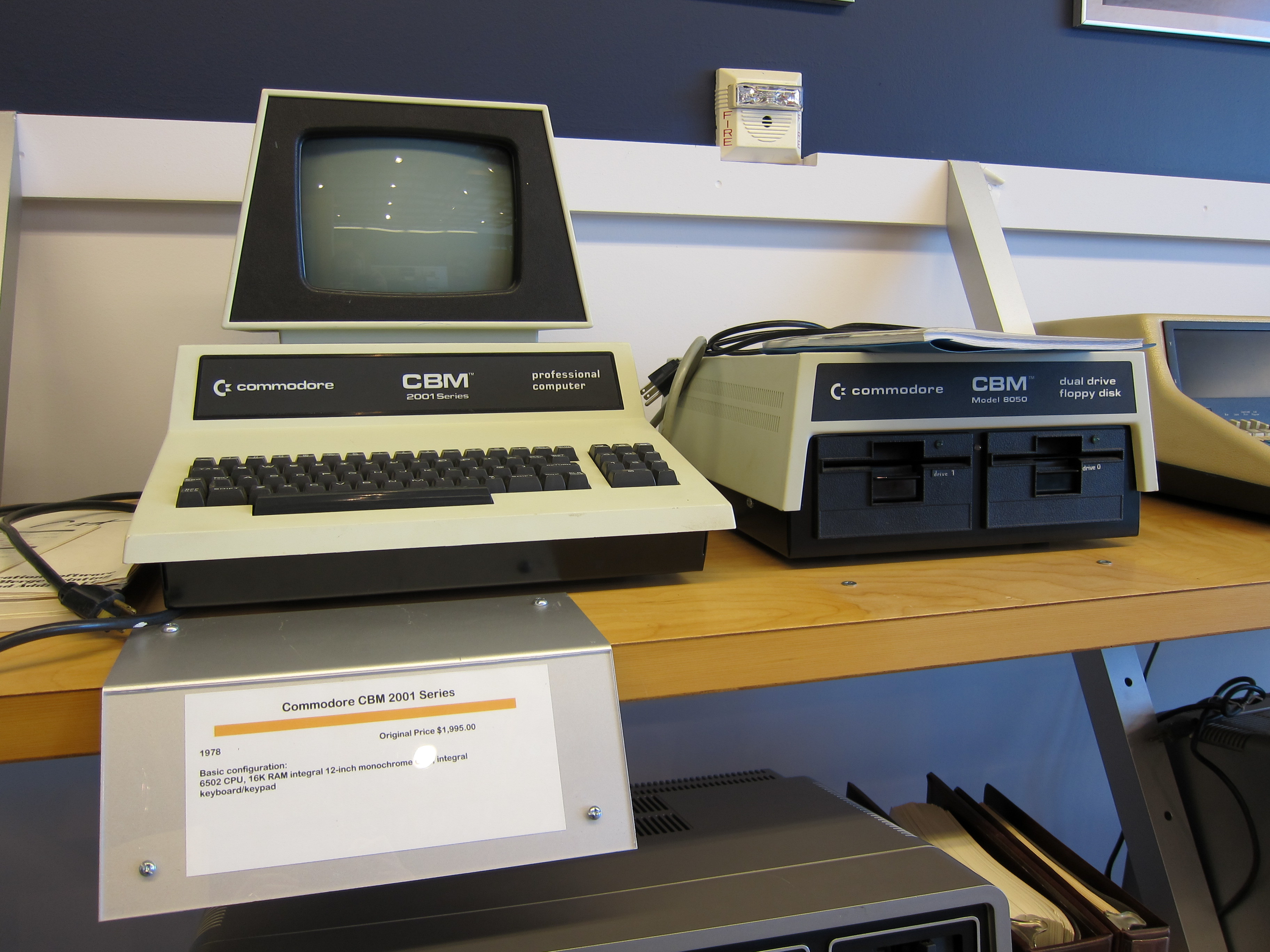
Floppy-disk drive Commodore 8050 assieme al CBM 2001

Sia l'8050, sia l'8250 non sono dispositivi dual mode, non possono infatti né leggere né scrivere i floppy disk formattati alla più bassa e comune capacità usata sui modelli Commodore 1541 o Commodore 4040.

## Varianti
Esistono alcune varianti di questi drive; il Commodore 8250LP che è un 8250 dotato di case a basso profilo e colorato. Il Commodore SFD-1001 è la versione a singolo drive dell'8250, con un case stile Commodore 1541 (simile anche a quello del commodore 2031LP) spesso usato dai gestori delle BBS per la sua maggiore capacità e velocità.